# 13815 Фуруя
13815 Фуруя (13815 Furuya) — астероїд головного поясу, відкритий 22 грудня 1998 року.
Тіссеранів параметр щодо Юпітера — 3,126.